# 依田菜津
依田菜津（日语：／ Yorita Natsu，1997年2月13日—）是日本的女性聲優，三重縣出身。隸屬於ARTSVISION。

## 人物
日本播音演技研究所出身。
在看了《網球王子》後，覺得聲優的工作很有趣，並對演出少年角色的女性聲優感到佩服。

## 演出作品
※粗體字為主要角色。

### 電視動畫
2016年
- 最終騎士（盧西奧）
- LoveLive! Sunshine!!（女學生）
- 競女!!!!!!!!（學生）
- （のこぎりざめ、イカンソワ、子分）

2017年
- BanG Dream!（飯塚芳乃、學生會成員A、真木園水、佃紅葉）
- 巴哈姆特之怒 VIRGIN SOUL（龍族男子）
- 舞動青春（兵藤清春〈幼少期〉）
- 夢幻慶典R（Parasata主播）
- Classica Loid 第2期（電話聲）
- 血界戰線 & BEYOND（歐莉嘉·斯托利亞羅夫）
- 如果有妹妹就好了。（友人B）
- 犬屋敷（高村、廣播、學生）

2018年
- citrus（女學生A）
- HUG! 光之美少女（安理〈幼少期〉、女學生）
- 龍族拼圖（大姐姐）
- 雷頓神秘偵探社 ～卡特莉的解謎事件簿～（加芬克爾〈幼少期〉、基·卡斯頓〈幼少期〉）
- 高分少女（女學生B）

2019年
- 路人超能100 II（客）
- Star☆Twinkle 光之美少女（天宮拓人[3]、天宮郁人[3]、學生、衛兵、女學生、女子、雙子座的公主）
- JoJo的奇妙冒險 黃金之風（看護師1、女性看守B）
- 卡羅爾與星期二（少年、化妝師、斯基普樂隊成員A、女孩子、播報員、觀眾）
- 卡片戰鬥先導者 新右衛門篇（小小鬥士特倫）
- ACTORS -Songs Connection-（朔 幼少期、男孩子、女子兒童、部長、女學生）
- 夢幻之星Online2 EPISODE ORACLE（護士、亞克斯）

2020年
- 戀愛小行星（鈴矢芽、女子）
- Healin' Good ♥ 光之美少女（澤泉知優／聖泉天使[4]）
- 格萊普尼爾（泉）
- 魔法水果籃（男孩子）
- 全員惡玉（處刑課）

2021年
- WAVE!!～來衝浪吧!!～（櫻的朋友）
- 花樣滑冰Stars（AI音聲）
- 忍者亂太郎（女忍者）
- 舞伎家的料理人（舞妓）
- 陰晴不定的體操哥哥（熊谷はち太）
- 藍色時期（大葉伊織、職員）

2022年
- 失格紋的最強賢者（公會職員）
- 式守同學不只可愛而已（班導師、女學生、小學生和泉、教師、女孩子的母親、女性旁白、辣妹2、女性）
- 處刑少女的生存之道（孩子）
- RPG不動產（小白〈小孩時期〉、虂芙莉亞的母親）
- 舞動不止（監護人B）
- 冰冰冰 冰淇淋君2（薯糖、小諾諾的媽媽）
- 惑星公主蜥蜴騎士（魔法梅莉）
- 福星小子（女學生、女子、雪女）
- 因為是反派大小姐所以養了魔王（學生）
- 給不滅的你 Season2（察波）

2023年
- JoJo的奇妙冒險 石之海（女孩子）
- 不要欺負我，長瀞同學 2nd Attack（部員）
- 轉生貴族的異世界冒險錄～不知自重的眾神使徒～（希爾維亞[5]）
- 機動戰士鋼彈 水星的魔女 Season2（駕駛員學生）
- 【我推的孩子】（女學生）
- 可愛過頭大危機（熊取千春）
- 白聖女與黑牧師（情侶的女性）
- 闇影詩章F（孩子的母親）
- 英雄教室（米莉亞姆）
- 位於戀愛光譜極端的我們（由奈）
- 神奇柑仔店 錢天堂（清川璃璃愛）
- 不死不運（少年）
- 堤亞穆帝國物語～從斷頭台開始，公主重生後的逆轉人生～（少年）
- 靠著魔法藥水在異世界活下去！（迦姆）

2024年
- 魔都精兵的奴隸（少年）
- 迷宮飯（幼年萊歐斯）
- 福星小子 第2期（町娘、女性、Honey Girl）
- 戰鬥陀螺 X（伊卡庫）
- 我回來了、歡迎回家（附近的人）
- 烏鴉不擇主（早桃）
- 擅長逃跑的殿下
- ATRI -My Dear Moments-（斑鳩詩菜）
- 2.5次元的誘惑（學生會成員B）
- 這個世界漏洞百出（村人、從業員）
- 前輩是偽娘（學生C）
- 卡片戰鬥！！先導者 Divinez（小孩）
- 膽大黨（杏子）
- 魔王2099（女性B）

2025年
- MIRU 我的未來（愛瑠[6]）
- 九龍大眾浪漫（舞者）
- 我是星際國家的惡德領主！（客人）
- 光逝去的夏天（妻子、店員）
- 費馬的料理（赤松蘭菜[7]）

### 劇場版動畫
2020年
- 光之美少女 Miracle Leap 與大家不可思議的一天（澤泉知優／聖泉天使[8]）
- 灰色：幻影扳機 THE ANIMATION Stargazer（志保）

2021年
- 電影 Healin' Good ♥ 光之美少女 夢想的小鎮心動不已！GoGo！大變身！！（澤泉知優／聖泉天使）

### 網路動畫
2018年
- 怪物彈珠 消失的宇宙篇（老師）

### 遊戲
2016年
- 激鬥學園.
- 戰國姬譚MURAMASA-雅-（大阪城、掛川城）

2017年
- Puzzle of Empires（尼爾森、佐佐木小次郎、明智光秀）

2018年
- 虔誠之花的晚鐘（菲[9]）

2019年
- ω迷宮 Life（烈花的精靈[10]）

2023年
- 宿命迴響（木星）

2024年
- ［［勝利女神：妮姬］］（牡丹）

### 廣播劇CD
- 小書痴的下剋上：為了成為圖書管理員不擇手段！
  - 廣播劇CD（科尼留斯[11]）
  - 廣播劇CD2（科尼留斯、伊娃、布倫希爾德[12]）

### 外語配音

#### 電影
- 怪獸與葛林戴華德的罪行（2018年，葛來分多女子2[13]）

#### 戲劇
- 蕾蕾看世界（2015年）
- 黑鏡 第3期（2015年）
- 女孩向前踢（2016年）
- 天蠍行動（2017年，帕特莉西亞·巴迪·羅根）

#### 動畫
- 潘及的搞笑日記（2018年，胡勇）

### 其他
- 未來文庫頻道PV（2019年，犬井京平、三池真央[14]）

## 外部連結
- 事務所官方簡歷 （页面存档备份，存于）（日語）
- 依田菜津的X（前Twitter）（日語）